# Grand Prix de Tennis de Lyon 2006 - Qualificazioni singolare
Le qualificazioni del singolare  del Grand Prix de Tennis de Lyon 2006 sono state un torneo di tennis preliminare per accedere alla fase finale della manifestazione. I vincitori dell'ultimo turno sono entrati di diritto nel tabellone principale. In caso di ritiro di uno o più giocatori aventi diritto a questi sono subentrati i lucky loser, ossia i giocatori che hanno perso nell'ultimo turno ma che avevano una classifica più alta rispetto agli altri partecipanti che avevano comunque perso nel turno finale.
Le qualificazioni del torneo Grand Prix de Tennis de Lyon 2006 prevedevano 32 partecipanti di cui 4 sono entrati nel tabellone principale.

## Teste di serie
1. Alejandro Falla (Qualificato)
2. Irakli Labadze (primo turno)
3. Jean-Christophe Faurel (secondo turno)
4. Benjamin Balleret (secondo turno)

1. David Guez (primo turno)
2. Cyril Saulnier (Qualificato)
3. Michal Mertiňák (Qualificato)
4. Daniel Muñoz de la Nava (primo turno)

## Qualificati
1. Alejandro Falla
2. Cyril Saulnier

1. Michal Mertiňák
2. Julien Mathieu

## Tabellone

### Legenda
| - Q = Qualificato - WC = Wild card - LL = Lucky loser | - ALT = Alternate - SE = Special Exempt - PR = Protected Ranking | - w/o = Walkover - r = Ritirato - d = Squalificato |

### Sezione 1
|  | Primo turno        | Primo turno        | Primo turno        | Primo turno | Primo turno |  |  | Secondo turno    | Secondo turno      | Secondo turno      | Secondo turno    | Secondo turno |    |   | Ultimo turno | Ultimo turno    | Ultimo turno | Ultimo turno | Ultimo turno |  |
|  |                    |                    |                    |             |             |  |  |                  |                    |                    |                  |               |    |   |              |                 |              |              |              |  |
|  | 1                  | Alejandro Falla    | Alejandro Falla    | 6           | 6           |  |  |                  |                    |                    |                  |               |    |   |              |                 |              |              |              |  |
|  |                    | Cyril Spanelis     | Cyril Spanelis     | 2           | 4           |  |  | 1                | Alejandro Falla    | Alejandro Falla    | 6                | 6             |    |   |              |                 |              |              |              |  |
|  | Sebastien Chomarat | Sebastien Chomarat | Sebastien Chomarat | 6           | 6           |  |  |                  | Sebastien Chomarat | Sebastien Chomarat | 2                | 2             |    |   |              |                 |              |              |              |  |
|  | Adrien Gombocz     | Adrien Gombocz     | Adrien Gombocz     | 3           | 4           |  |  |                  |                    |                    |                  |               |    |   | 1            | Alejandro Falla | 4            | 7            | 6            |  |
|  | František Čermák   | František Čermák   | František Čermák   | 6           | 7           |  |  |                  |                    |                    | František Čermák | 6             | 63 | 3 |              |                 |              |              |              |  |
|  | Olivier Charroin   | Olivier Charroin   | Olivier Charroin   | 4           | 62          |  |  | František Čermák | František Čermák   | František Čermák   | 6                | 6             |    |   |              |                 |              |              |              |  |
|  |                    | Martin Slanar      | 64                 | 6           | 6           |  |  | Martin Slanar    | Martin Slanar      | Martin Slanar      | 3                | 3             |    |   |              |                 |              |              |              |  |
|  | 5                  | David Guez         | 7                  | 4           | 2           |  |  |                  |                    |                    |                  |               |    |   |              |                 |              |              |              |  |

### Sezione 2
|  | Primo turno            | Primo turno            | Primo turno            | Primo turno | Primo turno |  |  | Secondo turno        | Secondo turno        | Secondo turno        | Secondo turno  | Secondo turno  |   |   | Ultimo turno | Ultimo turno  | Ultimo turno  | Ultimo turno | Ultimo turno |  |
|  |                        |                        |                        |             |             |  |  |                      |                      |                      |                |                |   |   |              |               |               |              |              |  |
|  |                        | Oleksandr Dolgopolov   | Oleksandr Dolgopolov   | 7           | 6           |  |  |                      |                      |                      |                |                |   |   |              |               |               |              |              |  |
|  | 2                      | Irakli Labadze         | Irakli Labadze         | 63          | 4           |  |  | Oleksandr Dolgopolov | Oleksandr Dolgopolov | Oleksandr Dolgopolov | 4              | 1              |   |   |              |               |               |              |              |  |
|  | Cedric Lenoir          | Cedric Lenoir          | Cedric Lenoir          | 6           | 6           |  |  | Cedric Lenoir        | Cedric Lenoir        | Cedric Lenoir        | 6              | 6              |   |   |              |               |               |              |              |  |
|  | Jean-Francois Lagloire | Jean-Francois Lagloire | Jean-Francois Lagloire | 1           | 1           |  |  |                      |                      |                      |                |                |   |   |              | Cedric Lenoir | Cedric Lenoir | 3            | 2            |  |
|  | Jonathan Eysseric      | Jonathan Eysseric      | Jonathan Eysseric      | 6           | 6           |  |  |                      |                      | 6                    | Cyril Saulnier | Cyril Saulnier | 6 | 6 |              |               |               |              |              |  |
|  | Thomas Kostro          | Thomas Kostro          | Thomas Kostro          | 4           | 1           |  |  |                      | Jonathan Eysseric    | 1                    | 6              | 65             |   |   |              |               |               |              |              |  |
|  | 6                      | Cyril Saulnier         | Cyril Saulnier         | 6           | 6           |  |  | 6                    | Cyril Saulnier       | 6                    | 3              | 7              |   |   |              |               |               |              |              |  |
|  |                        | Philippe Haas          | Philippe Haas          | 2           | 3           |  |  |                      |                      |                      |                |                |   |   |              |               |               |              |              |  |

### Sezione 3
|  | Primo turno       | Primo turno            | Primo turno            | Primo turno | Primo turno |  |  | Secondo turno | Secondo turno          | Secondo turno   | Secondo turno   | Secondo turno   |   |   | Ultimo turno | Ultimo turno | Ultimo turno | Ultimo turno | Ultimo turno |  |
|  |                   |                        |                        |             |             |  |  |               |                        |                 |                 |                 |   |   |              |              |              |              |              |  |
|  | 3                 | Jean-Christophe Faurel | Jean-Christophe Faurel | 6           | 6           |  |  |               |                        |                 |                 |                 |   |   |              |              |              |              |              |  |
|  |                   | Gary Lugassy           | Gary Lugassy           | 4           | 4           |  |  | 3             | Jean-Christophe Faurel | 6               | 5               | 1               |   |   |              |              |              |              |              |  |
|  | Jordan Kerr       | Jordan Kerr            | Jordan Kerr            | 6           | 6           |  |  |               | Jordan Kerr            | 4               | 7               | 6               |   |   |              |              |              |              |              |  |
|  | Benoit Bottero    | Benoit Bottero         | Benoit Bottero         | 4           | 4           |  |  |               |                        |                 |                 |                 |   |   |              | Jordan Kerr  | Jordan Kerr  | 6(1)         | 63           |  |
|  | Julien Cuaz       | Julien Cuaz            | Julien Cuaz            | 6           | 7           |  |  |               |                        | 7               | Michal Mertiňák | Michal Mertiňák | 7 | 7 |              |              |              |              |              |  |
|  | Guillermo Alcaide | Guillermo Alcaide      | Guillermo Alcaide      | 3           | 5           |  |  |               | Julien Cuaz            | Julien Cuaz     | 2               | 63              |   |   |              |              |              |              |              |  |
|  | 7                 | Michal Mertiňák        | 4                      | 6           | 6           |  |  | 7             | Michal Mertiňák        | Michal Mertiňák | 6               | 7               |   |   |              |              |              |              |              |  |
|  |                   | Xavier Audouy          | 6                      | 0           | 1           |  |  |               |                        |                 |                 |                 |   |   |              |              |              |              |              |  |

### Sezione 4
|  | Primo turno         | Primo turno             | Primo turno             | Primo turno | Primo turno |  |  | Secondo turno  | Secondo turno       | Secondo turno       | Secondo turno  | Secondo turno |   |   | Ultimo turno        | Ultimo turno        | Ultimo turno | Ultimo turno | Ultimo turno |  |
|  |                     |                         |                         |             |             |  |  |                |                     |                     |                |               |   |   |                     |                     |              |              |              |  |
|  | 4                   | Benjamin Balleret       | Benjamin Balleret       | 6           | 7           |  |  |                |                     |                     |                |               |   |   |                     |                     |              |              |              |  |
|  |                     | Romain Fleuret          | Romain Fleuret          | 0           | 63          |  |  | 4              | Benjamin Balleret   | Benjamin Balleret   | 63             | 2             |   |   |                     |                     |              |              |              |  |
|  | Alexandre Sidorenko | Alexandre Sidorenko     | Alexandre Sidorenko     | 6           | 6           |  |  |                | Alexandre Sidorenko | Alexandre Sidorenko | 7              | 6             |   |   |                     |                     |              |              |              |  |
|  | Artem Sitak         | Artem Sitak             | Artem Sitak             | 1           | 1           |  |  |                |                     |                     |                |               |   |   | Alexandre Sidorenko | Alexandre Sidorenko | 65           | 6            | 5            |  |
|  | Florian Reynet      | Florian Reynet          | Florian Reynet          | 7           | 7           |  |  |                |                     | Julien Mathieu      | Julien Mathieu | 7             | 3 | 7 |                     |                     |              |              |              |  |
|  | Nicolas Guillaume   | Nicolas Guillaume       | Nicolas Guillaume       | 62          | 5           |  |  | Florian Reynet | Florian Reynet      | Florian Reynet      | 5              | 1             |   |   |                     |                     |              |              |              |  |
|  |                     | Julien Mathieu          | Julien Mathieu          | 6           | 6           |  |  | Julien Mathieu | Julien Mathieu      | Julien Mathieu      | 7              | 6             |   |   |                     |                     |              |              |              |  |
|  | 8                   | Daniel Muñoz de la Nava | Daniel Muñoz de la Nava | 3           | 3           |  |  |                |                     |                     |                |               |   |   |                     |                     |              |              |              |  |